# Vierpolders
Vierpolders (voorheen 't Nieuwland) is een dorp dat deel uitmaakt van de gemeente Voorne aan Zee in de Nederlandse provincie Zuid-Holland. Het dorp had op 1 januari 2023 1.870 inwoners.

## Geschiedenis
Vierpolders omvat de vier polders Oud Hellevoet, Oude Goote, Veckhoek en 't Nieuwland. Deze polders werden tussen ca. 1200 en ca. 1415 bedijkt. De dorpskern is ontstaan op de T-splitsing tussen de Nieuwelandsen Achterdyck en de Rattendyck. De Rattendyck omringt een deel van de polder Veckhoek en de Nieuwelandsen Achterdyck ligt tussen de polders Oud Hellevoet en de Oude Goote. De polder ’t Nieuwland ligt tegen de stad Brielle aan. Het dorp is ontstaan in de zestiende eeuw. De eerste Nieuwlandse kerk stond waarschijnlijk in de polder ’t Nieuwland op de plaats waar rond 1700 de veste van Den Briel zijn gegraven. Op de kaart van 1695 staat op de hoek van de Rattendijk (nu Veckdijk) en Den Veck Hoeksen Kerck wegh (nu Kerkweg) een Nieuwe Landse Kerk. De tegenwoordige kerk staat op de Nieuwelandsen Achterdyck (nu Dijckpotingen) een tiental meters vanaf de T-splitsing.
Vierpolders was tussen 1817 en 1980 een zelfstandige gemeente. Samen met Zwartewaal ging het in 1980 op in de gemeente Brielle.
Op 1 januari 2023 zijn de gemeentes Hellevoetsluis, Westvoorne en Brielle gefuseerd tot de nieuwe gemeente Voorne aan Zee, waardoor Vierpolders sindsdien onderdeel is van die gemeente.

## Gemeentewapen
"Van keel beladen met een degen van zilver, geplaatst en pal, 't gevest naar beneden, verzeld en chef van 1, ter regterzijde van 5 en ter linkerzijde van 4 penningen, alle van goud."
De voorstelling van het wapen symboliseert het verzet tegen Alva's tiende penning, wat aardig tot uitdrukking komt in het volgende rijmpje:
"D'tiende penning eis, gaf ons dit heerlijke wape,

want als men Alba's wet, weet na 't geld sag gape.

Was niemant hier gesint te geven dese munt,

Maer voor het tiende stuck bood iedereen de punt."
Het wapen is ontstaan in de 80-jarige oorlog toen Alva de belasting verhoogde van 9 naar 10 penningen.

## Kerk

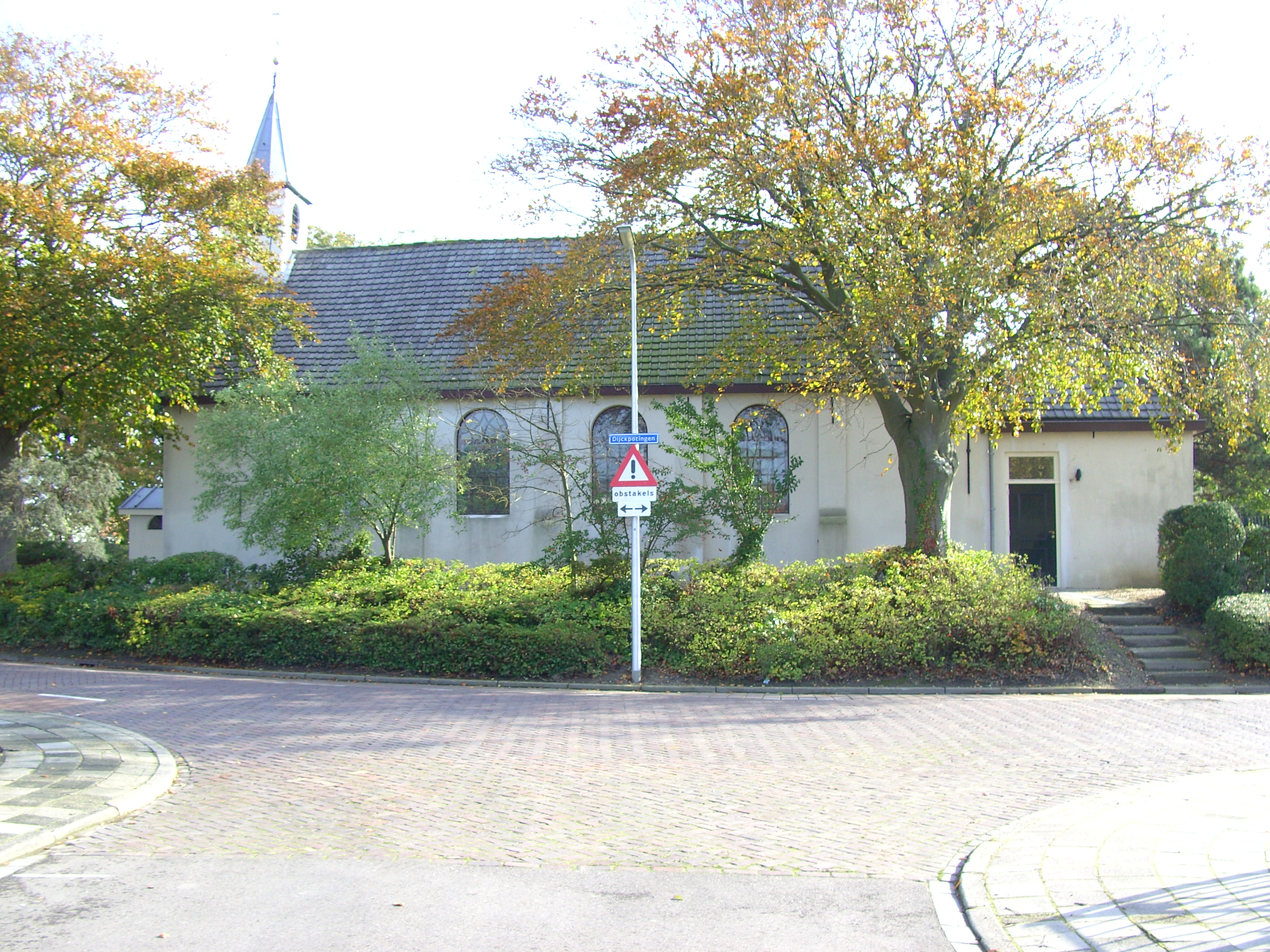
Kerk Vierpolders (1721). Rijksmonument

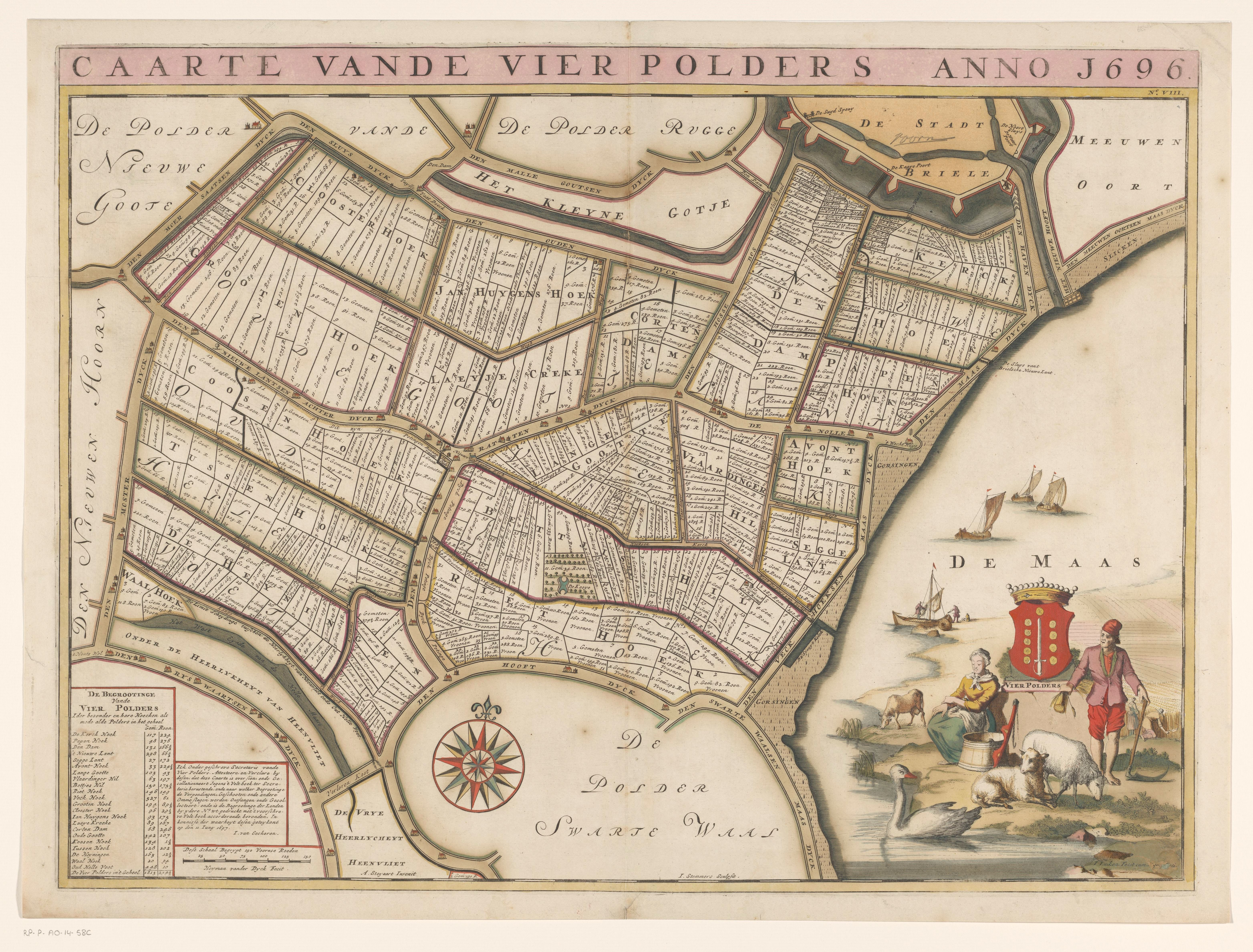
Caarte vande Vier Polders anno 1696

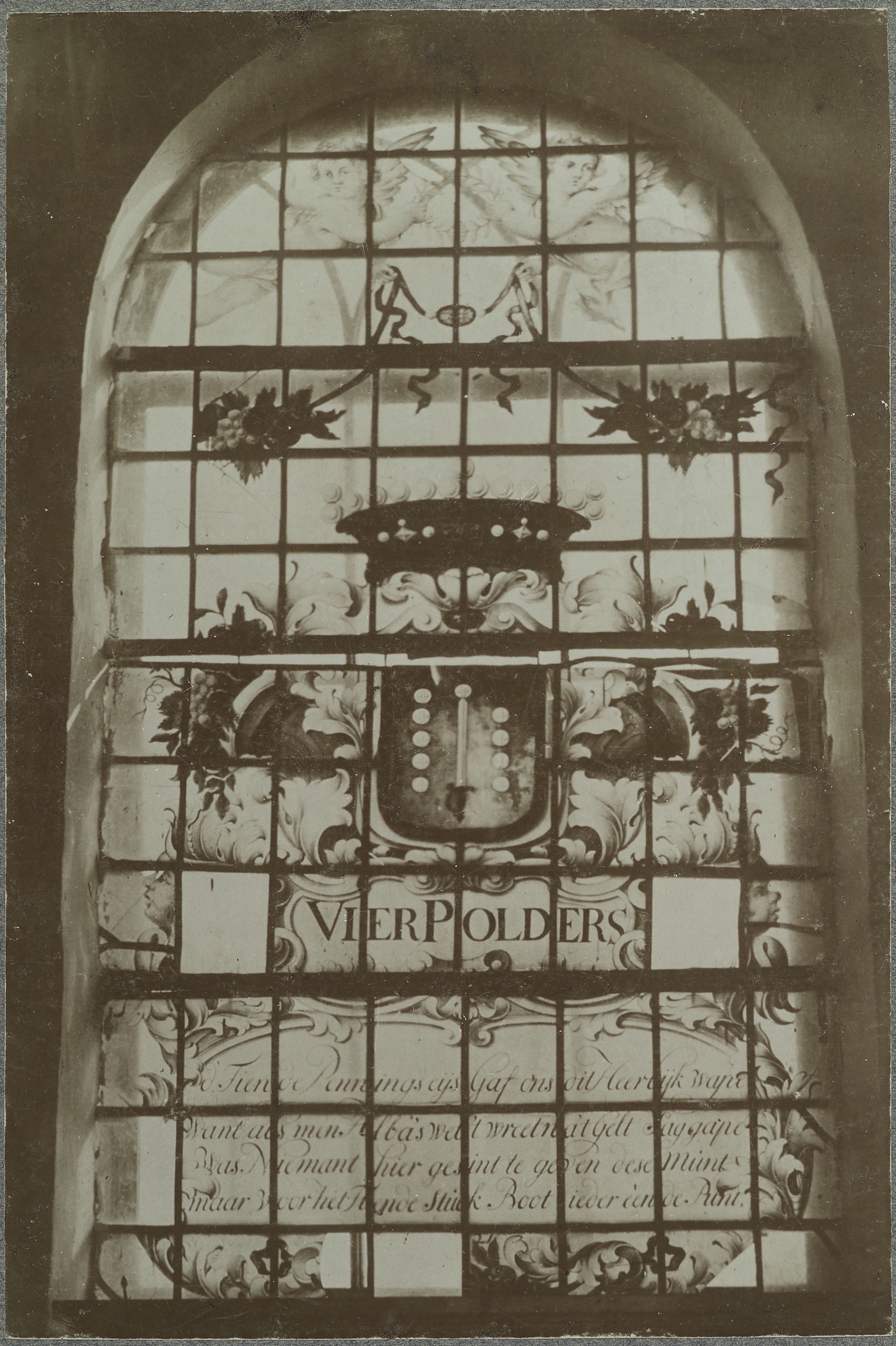
Gebrandschilderd raam in de hervormde kerk

In de archieven van Brielle wordt over het eerste kerkje van Vierpolders geschreven. Vierpolders heette toen nog Brielsch Nieuwland of ´t Nijeland van Brielle.
Brielsch Nieuwland lag net buiten de dijken van Brielle; wallen waren er toen nog niet. De eerste Nieuwlandse kerk heeft waarschijnlijk gestaan op de plaats waar later, in ong. 1700, de veste van Den Briel zijn gegraven. Omstreeks 1337 werd de polder Nieuwland ingedijkt.
Het kerkje werd daar gebouwd voor de Noorse schepelingen, de Noren en de Denen. Zij smeekten daar de zegen af van Sint Olaf vóór ze de thuisreis aanvaardden. In 1572 verdween ´t Nijeland en zo waarschijnlijk ook het kerkje.
Na de reformatie, nog tijdens het twaalfjarig bestand in 1618, kreeg iedere plaats in de Republiek der Nederlanden een eigen Hervormde Kerk. Het plaatsje Vierpolders, gelegen op het kruispunt van de vier polderse dijken, had toen nog geen eigen kerk. Reeds in 1624 moest er een nieuwe kerk gebouwd worden, omdat de vorige erg vervallen en geruïneerd was. Waarschijnlijk is dat een houten kerkje geweest. Omdat de kas van de kerk niet toereikend bleek te zijn, moest men bedelen bij de omliggende plaatsen.
Uit de archieven blijkt dat het een succesvolle bedelactie was. Er werd geld geschonken door: Den Briel, Oostvoorne, Rockanje, Hellevoetsluis, Spijkenisse, Gorcum, Buuren en Geervliet. De som was ƒ116,00 (€52,64). Aangezien dit bedrag niet genoeg was schreef Ds. Valk aan de Classisvergadering om een nieuwe actie te houden.
Pas in 1721 stond er een nieuwe eigen kerk. Deze kerk was er een van degelijker makelij dan de vorige en staat er nu nog.
De kerk die toen gebouwd werd had een fraaie klokgevel. Hieraan is duidelijk te zien dat de kerk ná de 17e eeuw werd gebouwd. De tijd van de middeleeuwse trapgeveltjes was voorbij en men imiteerde de Italiaanse bouwmeesters van de Renaissance. De kerk had een tweedakig voorportaal, een preekstoel in het midden en aan beide zijden banken. Van 1857 tot 1858 is de kerk vergroot. De consistoriekamer werd aangebouwd en er werd een preekstoel geplaatst. Deze kosten werden gedekt door renteloze leningen en giften. De kerkramen zijn in 1908 gerestaureerd door de Delftse glazenier Jan Schouten.

## Molen
In 1723 werd er een molen gebouwd aan de Holle Mare ten behoeve van het Ambacht De Vierpolders. Naar deze molen is de Hollemarestraat vernoemd. Op deze plek ligt nu het veld van voetbalvereniging Vierpolders.

## Vierpolders in de jaren dertig
Tuinbouw is in Vierpolders altijd kleinschalig geweest. Het was arbeidsintensief werk om producten - zoals druiven - onder glas te kweken. De inkomsten werden kleiner en de tuinders hadden steeds meer moeite om zich in hun bestaan te onderhouden. De rest van het dorp verdiende het brood in de landbouw of veeteelt, maar in de loop van de jaren dertig daalden ook in deze sector de lonen steeds verder.
Vierpolders had een oppervlakte van 1116 hectare en de verdeling tussen akkers en weilanden was vrijwel gelijk: beide hadden een areaal van circa 450 hectare. Tuinbouw, waartoe ook boomgaarden werden gerekend, bedekte een schamele 25 hectare land, en de oppervlakte met bos was helemaal te verwaarlozen: drie hectare. Op de akkers werd zo'n 130 hectare, een kwart van het totale land, ingezaaid met graan. Aardappelen namen met 90 en erwten met 84 hectare een goede tweede en derde plek in.
Maar het ging niet goed in de landbouw en dat werkte door in alle facetten van het dagelijks leven in Vierpolders. "De gemeente gaat gebukt onder de slechte toestand waarin land- en tuinbouw verkeren, daar deze de enige bronnen van bestaan vormen", meldde het gemeenteverslag over 1931-1935. Een van de belangrijkste gevolgen was toenemende werkloosheid. Die nam in de gemeente snel toe en de steun aan werkloze arbeiders groeide van f 914,91 in 1932, naar f 1191,72 in 1933, naar f 2180,56 in 1934 en ten slotte was het bedrag in 1935 zelfs verdrievoudigd tot 3307,50. Die uitgaven drukten flink op de gemeenterekening, zodat er steeds minder kon worden geïnvesteerd in bijvoorbeeld het onderhoud van wegen.
Tegelijkertijd kan een stijging in het aantal opgemaakte processen-verbaal van de politie worden opgemerkt. In 1931 werden slechts negen verbalen opgemaakt, in 1932 waren dat er al zestien en in 1933 groeide dat licht tot een aantal van negentien. In 1934 waren het er 29, maar gedurende 1935 schoot het aantal omhoog tot 51. Het is twijfelachtig of er enig verband tussen dat groeiend aantal verbalen en de toenemende armoede is te leggen. De opening van de Groene Kruisweg aan het einde van 1934 zorgde immers voor een enorme toename van verkeersongelukken en dat verklaart de toename deels. Die Groene Kruisweg betekende echter ook een belangrijke aanvulling op de infrastructuur, waardoor de economie van Vierpolders een nieuwe impuls kreeg.

## Sport

### Voetbal Vereniging Vierpolders
Aan de rand van een nieuwbouwwijk aan de Coosenhoek heeft Voetbal Vereniging Vierpolders naast een trainingsveld, twee sportvelden. Dit sportcomplex dateert van 1971. In dat jaar had de vereniging zeven elftallen.
De vv Vierpolders werd in 1932 opgericht in het café wat nu de 10e Penning heet. Van 1932 tot 1942 voetbalden de Vierpoldernaren op een voetbalveld aan de Rattendijk (Veckdijk).
Nadat de verhuur van het veld niet werd verlengd werd een nieuw veld gevonden aan de Kerkweg. Vanaf 1942 huurde de gemeente dit veld van een boer. Het sportveld aan de Kerkweg werd door de jaren heen behalve door de voetbalvereniging ook voor andere festiviteiten gebruikt. De lagere school gebruikte dit veld voor de sportlessen.
Op de luchtfoto uit 1961 is het sportveld aan de Kerkweg te zien. Aan de overzijde van de Kerkweg staat een tijdelijk onderkomen van de lagere school. Dit noodgebouw werd daar geplaatst omdat het schoolgebouw tegenover de kerk werd vervangen voor een nieuw onderkomen.

### Tennis Vereniging Vierpolders
Naast het voetbalveld is de plaatselijke tennisvereniging gevestigd. Het clubgebouw is vernoemd naar de polder waar de tennisvelden in liggen, namelijk De Tiendhoek.

## Afbeeldingen

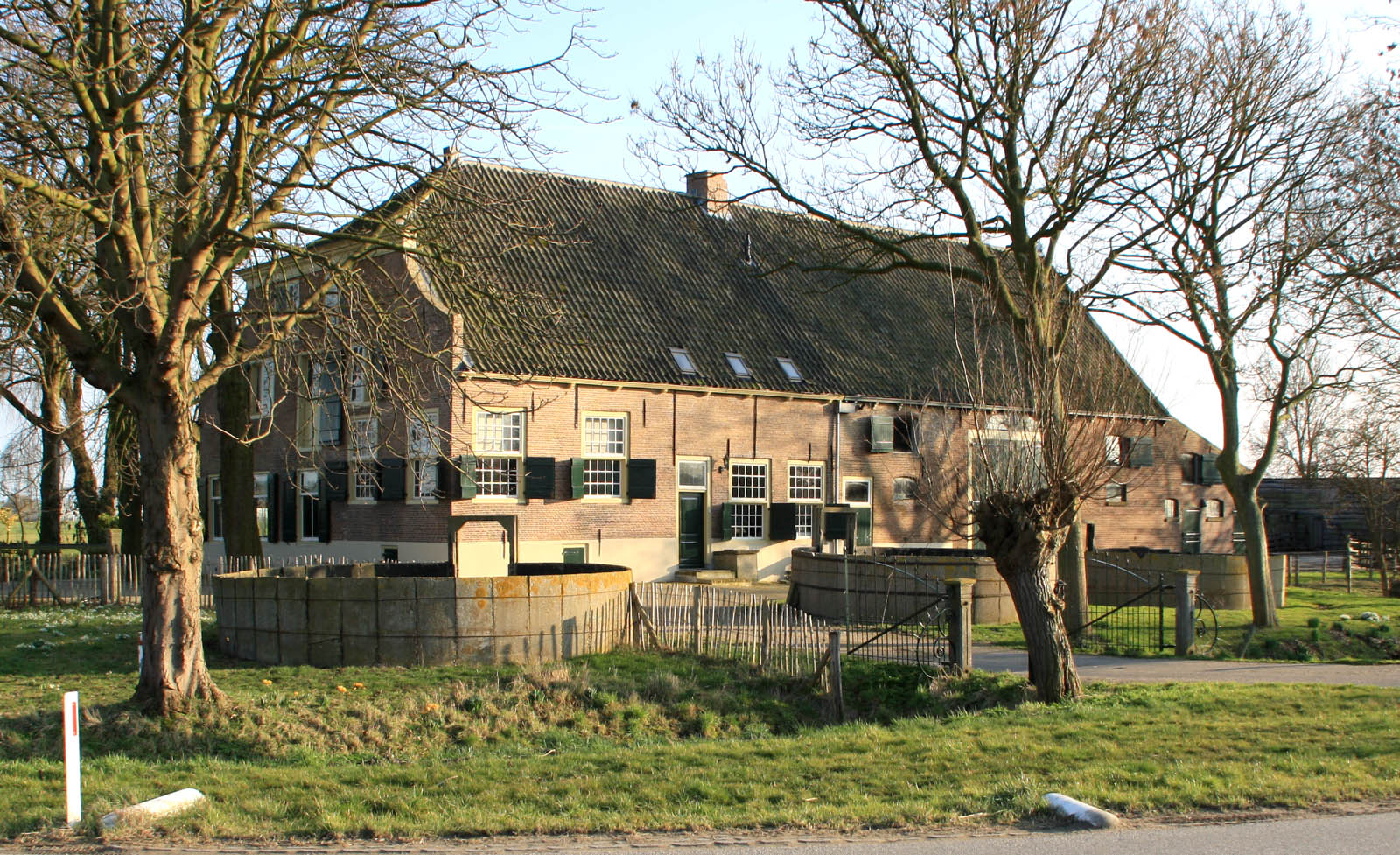
Boerderij Esterenburch (1738), Middelweg 5. Rijksmonument
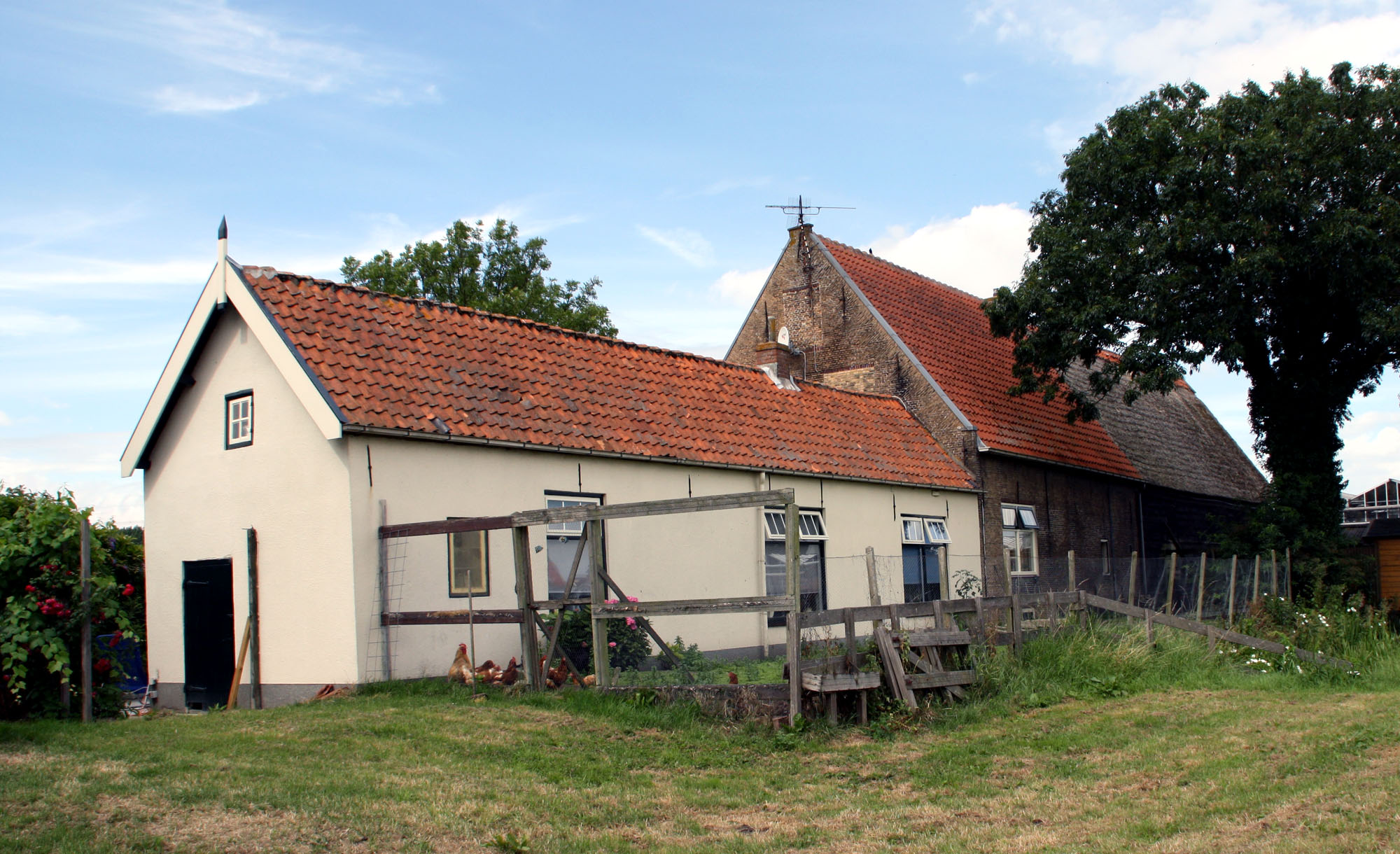
Boerderij (1789), Hogeweg 8. Rijksmonument
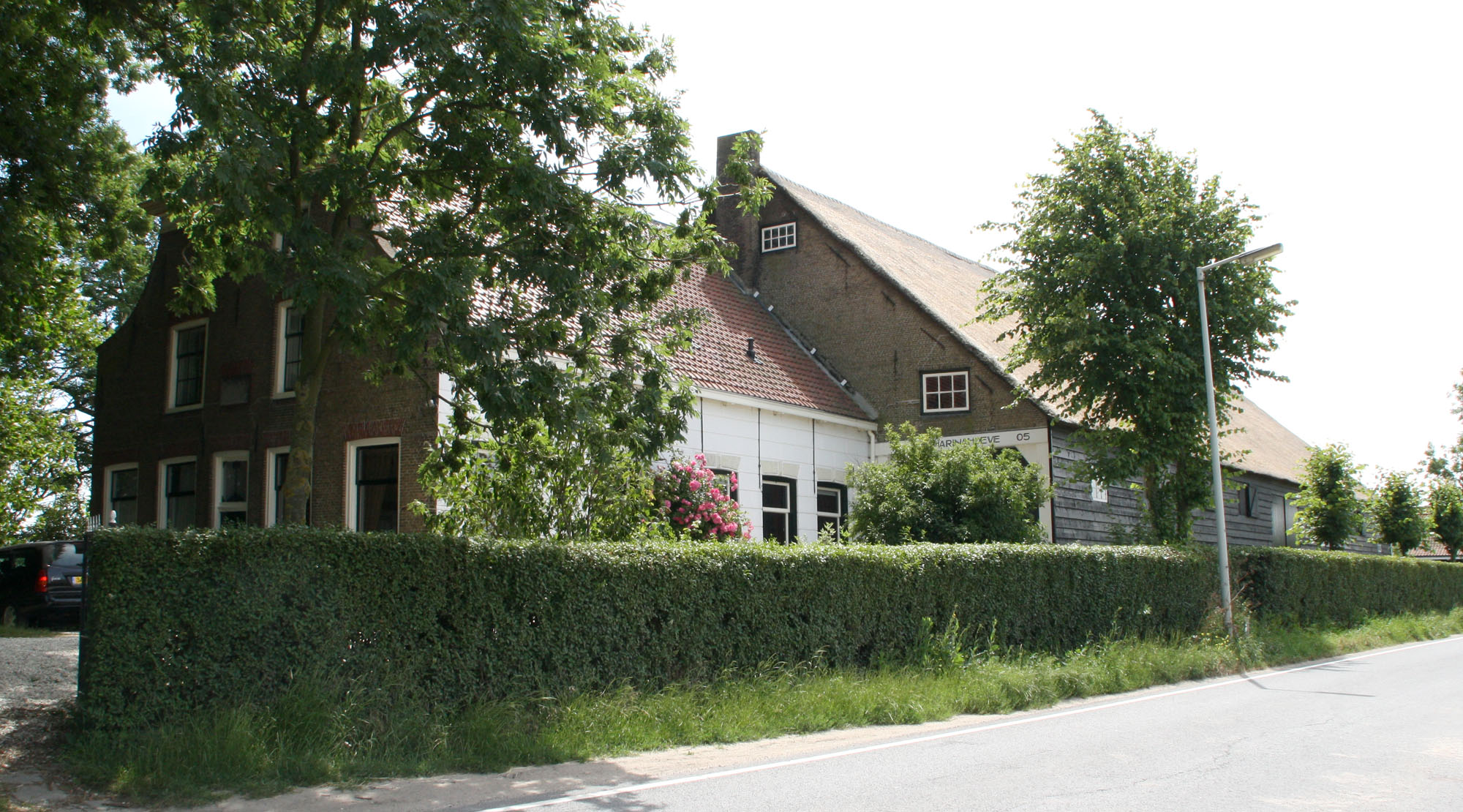
Boerderij Catharinahoeve (1805), De Nolle 12. Rijksmonument;
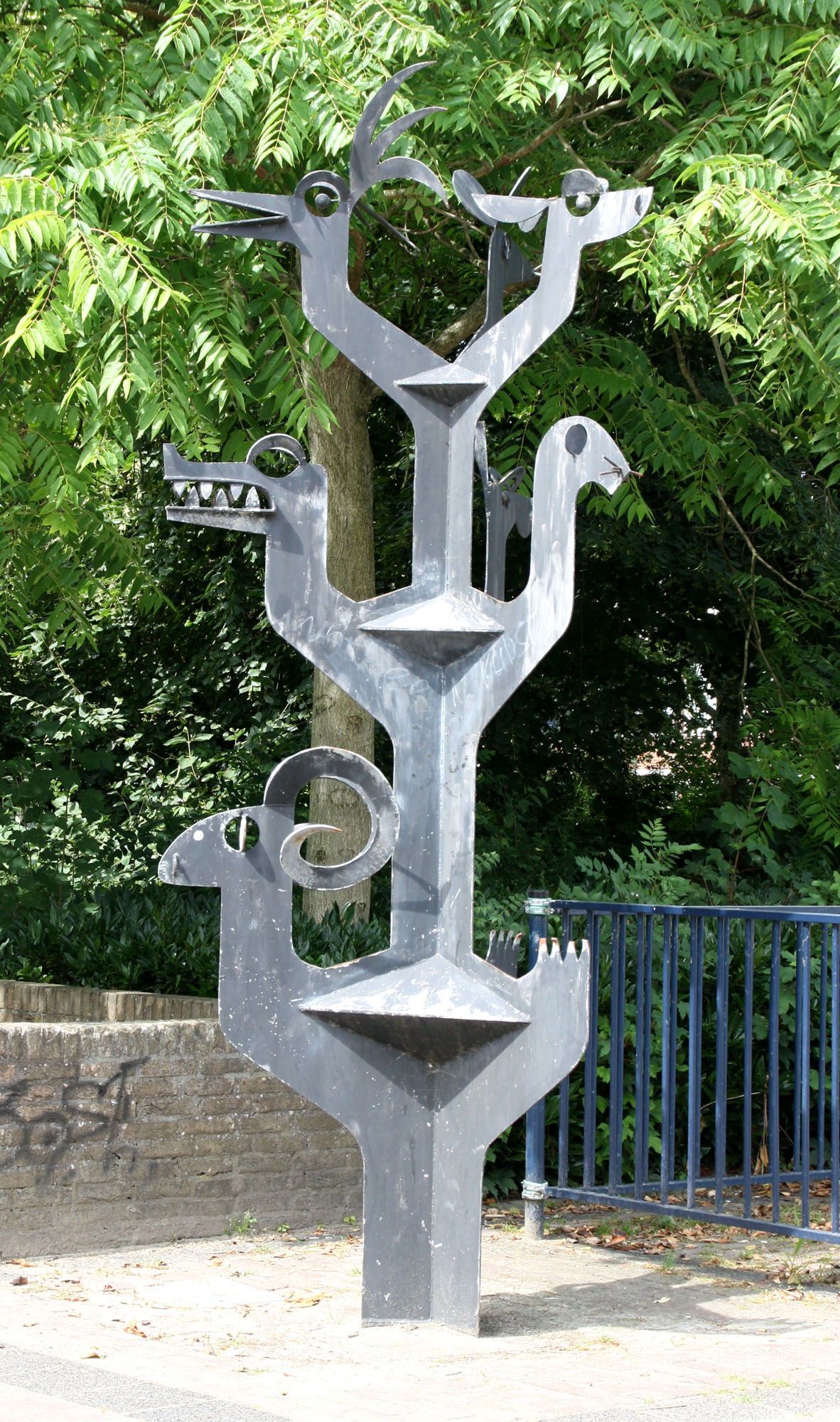
Dieren (staal), Dijckpotingen. (Piet Verster)

- Library of Congress Control Number: n81060407
- Nationale Bibliotheek van Israël: 987007564559105171
- Virtual International Authority File: 141902299

Zuid-Holland: Steden en dorpen      Nederland: Provincies · Gemeenten